# 上劳西茨地区博克斯贝格
上劳西茨地区博克斯贝格（德語：Boxberg/O.L.），简称博克斯贝格（德語：Boxberg，發音：[ˈbɔksˌbɛʁk] ⓘ，發音：[ˈhamɔʁ] ⓘ），是德国萨克森州格尔利茨县的市镇，面积217.68平方千米，2023年12月31日人口为4,386人。